# Norrbergsfletan
Norrbergsfletan är en ö i Finland. Den ligger i Norra kvarken och i kommunen Korsholm i den ekonomiska regionen  Vasa i landskapet Österbotten, i den västra delen av landet. Ön ligger omkring 51 kilometer väster om Vasa och omkring 410 kilometer nordväst om Helsingfors.
Öns area är 2 hektar och dess största längd är 300 meter i sydväst-nordöstlig riktning.